# Benizelos Rouphos

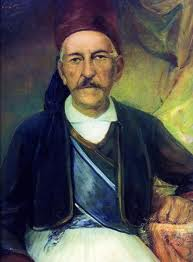
Benizelos Rouphos

Benizelos Rouphos (Grieks: Μπενιζέλος Ρούφος) (Patras, 1795 - aldaar, 18 maart 1868) was een Grieks politicus en eerste minister.
Hij was een zoon van Athanasios Kanakaris die streed in de Griekse Onafhankelijkheidsoorlog. Tijdens de regeerperiode van Ioannis Kapodistrias, was hij gouverneur van Elia (1828-1830). Later werd hij minister van Buitenlandse Zaken. Van 1855 tot 1858 was hij burgemeester van Patras. 
Toen koning Otto afgezet werd in 1862, werd hij regent samen met Konstantinos Kanaris en Dimitrios Voulgaris (1862-1863) totdat koning George I de troon besteeg.
Hij was drie keer premier van Griekenland.
- Gemeinsame Normdatei: 1082521930
- Virtual International Authority File: 12145602489201362032